# Cyrtopodium paludicola
Cyrtopodium paludicola är en orkidéart som beskrevs av Frederico Carlos Hoehne. Cyrtopodium paludicola ingår i släktet Cyrtopodium, och familjen orkidéer. Inga underarter finns listade i Catalogue of Life.